# Schmecksplosion
Schmecksplosion ist eine Kochsendung für Kinder, die 2013/2014 von der Produktionsfirma nordisch filmproduction im Auftrag des Südwestrundfunk (SWR) für den KIKA produziert wurde. Sendestart der Serie war der 31. Oktober 2013.

## Handlung
In der Koch-Doku „Schmecksplosion“ stürzen sich in jeder Folge zwei beste Freunde in ein wildes Kochabenteuer. Das Besondere: Auf den Tisch kommen Gerichte aus fernen Ländern – den Heimatländern ihrer Eltern.
Zusammen wird eingekauft, vorbereitet, gekocht und der Tisch gedeckt. Und dabei stehen die Küchenstars auch noch unter Zeitdruck – sie haben nur zwei Stunden Zeit, bis die Gäste kommen – und die bewerten am Schluss das Gekochte. War es eine echte „Schmecksplosion“?
Den Zuschauern wird Appetit auf leckere Gerichte aus der ganzen Welt gemacht. Was wird in Brasilien gegessen, was in Korea, Japan oder Kasachstan? Der Fokus liegt aber nicht nur auf dem Aspekt des Kochens und Essens, sondern auch auf dem Hintergrund der Multikulturalität und der Freundschaft zwischen den Darstellern.

## Ausstrahlung
Die erste Staffel, bestehend aus 20 Folgen a 15 Minuten, wurde ab dem 31. Oktober 2013 bei KiKA ausgestrahlt. Weitere acht Folgen wurden ab dem 14. Dezember ausgestrahlt. Im SWR wurde die erste Staffel vom 19. Mai bis 17. Juni 2014 gezeigt.
Die zweite Staffel, ebenfalls bestehend aus 20 Folgen a 15 Minuten, lief vom 3. Januar bis 23. Mai 2015 bei KiKA. Die 20 Folgen der dritten Staffel werden ab dem 13. Februar 2016 bei KiKA gesendet.
Die dritte Staffel wurde ab 13. Februar 2016 bei KiKA ausgestrahlt.
2017 wurden die Folgen der „Schmecksplosion“ Samstagmorgens im Ersten wiederholt.

## Episoden
| Staffel 1                              | Staffel 2                                         | Staffel 3                              |
| -------------------------------------- | ------------------------------------------------- | -------------------------------------- |
| Folge 1: Bianca kocht polnisch         | Folge 21: Chiara kocht ivorisch                   | Folge 41: Ruth kocht äthiopisch        |
| Folge 2: Juna kocht koreanisch         | Folge 22: Lilli kocht friesisch                   | Folge 42: Aura kocht kolumbianisch     |
| Folge 3: Tijda kocht türkisch          | Folge 23: Laura und Alessandro kochen italienisch | Folge 43: Nik kocht deutsch            |
| Folge 4: Jasmin kocht persisch         | Folge 24: Jonathan kocht polnisch                 | Folge 44: Nino kocht französisch       |
| Folge 5: Paula kocht tadschikisch      | Folge 25: Amina kocht tunesisch                   | Folge 45: Christina kocht bolivianisch |
| Folge 6: Maria kocht russisch          | Folge 26: Caitlin kocht Schweizerisch             | Folge 46: Marie kocht deutsch          |
| Folge 7: Amanda kocht griechisch       | Folge 27: Matteo kocht japanisch                  | Folge 47: Madina kocht ivorisch        |
| Folge 8: Nathaniel kocht brasilianisch | Folge 28: Valentino kocht kroatisch               | Folge 48: Levin kocht indisch          |
| Folge 9: Xenia kocht polnisch          | Folge 29: Liliana kocht australisch               | Folge 49: Lotte kocht deutsch          |
| Folge 10: Adina kocht irakisch         | Folge 30: Gad kocht schwedisch                    | Folge 50: Pema kocht tibetisch         |
| Folge 11: Ozan kocht türkisch          | Folge 31: Antonia kocht mexikanisch               | Folge 51: Amanuel kocht äthiopisch     |
| Folge 12: Rosita kocht peruanisch      | Folge 32: Anouk kocht englisch                    | Folge 52: Zerrin kocht türkisch        |
| Folge 13: Elias kocht türkisch         | Folge 33: Noemi kocht indisch                     | Folge 53: Linus kocht deutsch          |
| Folge 14: Aliya kocht afrikanisch      | Folge 34: Laszlo kocht serbisch                   | Folge 54: Michael kocht ukrainisch     |
| Folge 15: Julissa kocht mexikanisch    | Folge 35: Dimaz kocht indonesisch                 | Folge 55: Maya kocht libanesisch       |
| Folge 16: Giolina kocht italienisch    | Folge 36: Thore kocht schwäbisch                  | Folge 56: Lukas kocht slowenisch       |
| Folge 17: Jessica kocht chinesisch     | Folge 37: Meri kocht finnisch                     | Folge 57: Schayan kocht persisch       |
| Folge 18: Sayuri kocht japanisch       | Folge 38: Emilie kocht französisch                | Folge 58: Crispin kocht deutsch        |
| Folge 19: Bruno kocht deutsch          | Folge 39: Lotte kocht deutsch                     | Folge 59: Toma kocht russisch          |
| Folge 20: Sebastian kocht mexikanisch  | Folge 40: Livia kocht italienisch                 | Folge 60: Leni kocht persisch          |

## Website
Im Internet werden die Küchenstars und deren Herkunftsländer vorgestellt. Außerdem gibt’s alle Rezepte zum Nachkochen und die kompletten Sendungsvideos können auf der offiziellen Website angeschaut werden. Die Seite gehört zum SWR Kindernetz.